# Перепільчинецька сільська рада
| Перепільчинецька сільська рада — орган місцевого самоврядування у Шаргородському районі Вінницької області з адміністративним центром у с. Перепільчинці. Сільській раді підпорядковані населені пункти: - с. Перепільчинці |

## Склад ради
Рада складається з 12 депутатів та голови.

## Керівний склад сільської ради
| ПІБ                        | Основні відомості                                                 | Дата обрання | Дата звільнення |
| -------------------------- | ----------------------------------------------------------------- | ------------ | --------------- |
| Гончар Анатолій Степанович | Сільський голова, 1956 року народження, освіта, безпартійний      | 26.03.2006   | 31.10.2010      |
| Гончар Анатолій Степанович | Сільський голова, 1956 року народження, освіта вища, позапартійна | 31.10.2010   |                 |

Примітка: таблиця складена за даними джерела